# NGC 2645
NGC 2645 est un jeune amas ouvert,, situé dans la constellation des Voiles. Il a été découvert par l'astronome britannique John Herschel en 1834.

NGC 2645 est à environ 1 668 pc (∼5 440 al) du système solaire et les dernières estimations donnent un âge de 19 millions d'années. La taille apparente de l'amas est de 3 minutes d'arc, ce qui, compte tenu de la distance, donne une taille réelle maximale d'environ 4,7 années-lumière. 

Selon la classification des amas ouverts de Robert Trumpler, cet amas renferme moins de 50 étoiles (lettre p) dont la concentration est moyenne (II) et dont les magnitudes se répartissent sur un intervalle moyen (le chiffre 2).